# Atmel

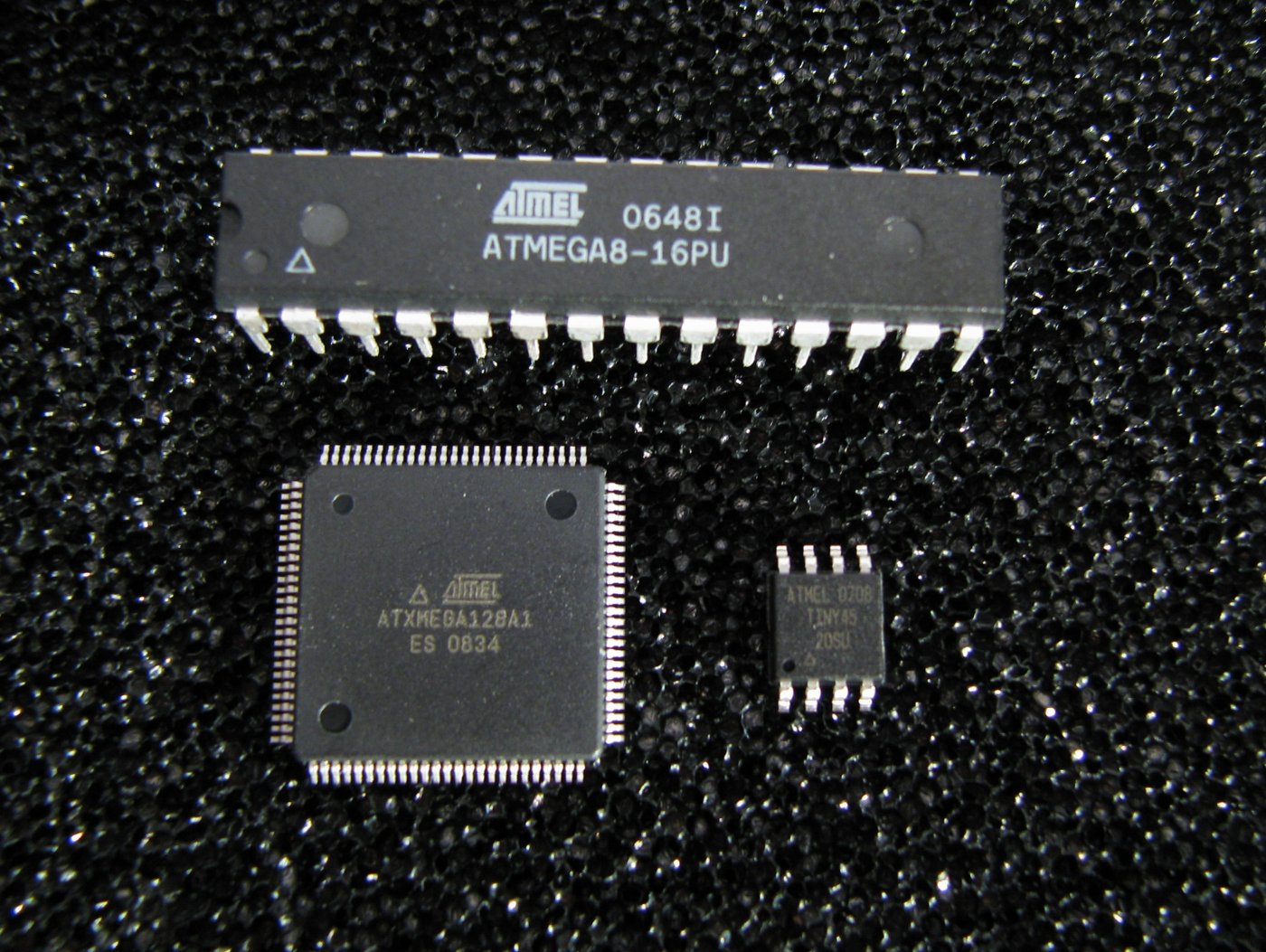
Alcuni microcontrollori di Atmel: ATmega8-16PU (sopra), ATXmega128A1 (sotto, a sinistra) e ATtiny45-20SU (sotto, a destra)

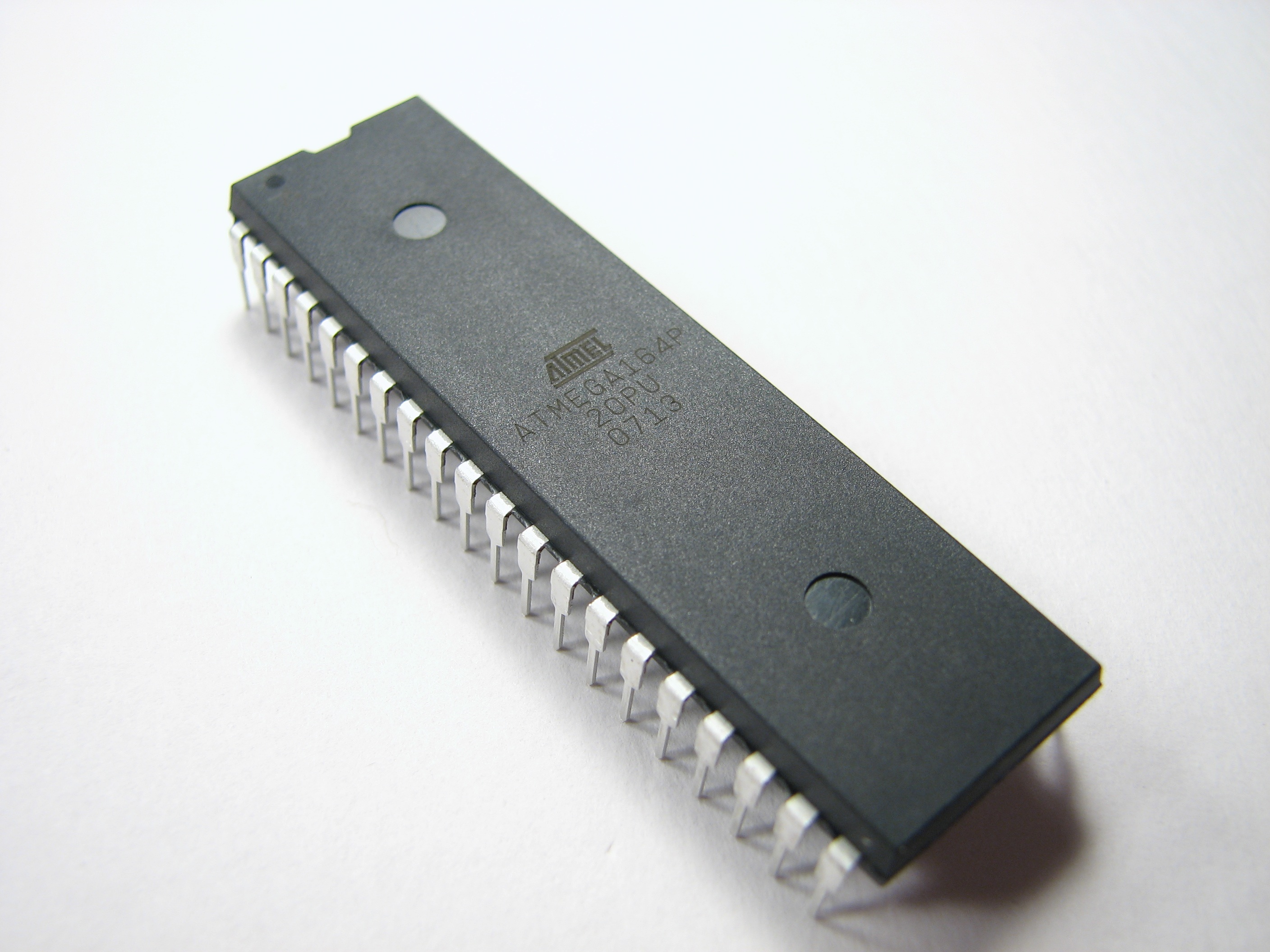
Il microcontrollore Atmel ATmega164P

Atmel Corporation (NASDAQ: ATML) era una società produttrice di semiconduttori con sede a San Jose, California (USA), fondata nel 1984 e specializzata nella realizzazione di microcontrollori di tipo system-on-a-chip con memoria flash integrata. I suoi prodotti includevano derivati dell'Intel 8051, microcontrollori basati sull'architettura ARM come gli AT91SAM e AT91CAP, le famiglie di microcontrollori ad 8 bit (architettura Atmel AVR) e 32 bit (architettura AVR32), dispositivi RF, memorie flash ed EEPROM ed altri integrati. Atmel commercializzava i suoi dispositivi in formato standard, ASIC o ASSP.
Nel 2016 è stata acquisita per 3,6 miliardi di dollari da Microchip Technology.

## Storia
Atmel ha presentato il suo primo microcontrollore ad 8 bit con flash integrata nel 1993: si trattava di un prodotto basato sul core 8051. Nel 1996 ha aperto una sede a Trondheim, Norvegia, per lavorare su nuovi microcontrollori, presentati nel 1997 e basati sulla nuova architettura Atmel AVR.
Nel mese di marzo del 2008 Atmel ha inglobato Quantum Research Group (QRG), con sede a Southampton, Regno Unito, per entrare nel mercato dei dispositivi touch con pulsanti a carica capacitiva e schermi touch screen.
Il 2 ottobre 2008 l'amministratore delegato di Atmel, Steven Laub, ha annunciato di aver rifiutato un'offerta di acquisto presentata da Microchip Technology e ON Semiconductor per rilevare l'azienda al prezzo di 5 dollari per azione. L'offerta di acquisizione da parte di Microchip Technology è stata riproposta nel 2016, questa volta con successo.